# Récits d'Odessa
Récits d'Odessa (en russe : Одесские рассказы), également connu sous le nom de Contes d'Odessa, est un recueil de quatre nouvelles d'Isaac Babel, se déroulant à Odessa dans les dernières années de l'Empire russe et lors de la révolution d'Octobre (approximativement entre 1904 et 1919).

## Nouvelles
Les quatre nouvelles initialement incluses dans le recueil de 1931 sont :
- Le Roi (Король) (1921)
- Comment cela se passait à Odessa (Как это делалось в Одессе) (1923)
- Le Père (Отец) (1924)
- Lioubka la cosaque (Любка Казак) (1924)

Publiées individuellement dans des magazines soviétiques entre 1921 et 1924 et rassemblées dans un livre en 1931, elles traitent principalement d'un groupe de voyous juifs qui vivent à Moldavanka (en), un ghetto d'Odessa. Leur chef est Bénia Krik, connu sous le nom du Roi, et vaguement basé sur le personnage historique Michka Yapontchik.
Au fur et à mesure des rééditions, différentes nouvelles ont été incluses au cycle des Récits d'Odessa, de telle sorte que la question du contenu n'est pas définitivement réglée.

## Adaptations
En 1926, Babel a adapté des parties des deux premières histoires et du contenu supplémentaire pour en faire le scénario du film Bénia Krik (en), réalisé par Vladimir Vilner (ru) et sorti en 1927, ainsi que la pièce Le Crépuscule (en), créée en octobre 1927.

## Analyse
Les histoires sont unies par le lieu de l'action et par les personnages, mais leur style est hétérogène.
« Babel se tourne soit vers une manière expressionniste, rappelant la prose ornementale, puis passe au langage de la factographie d'essai, importante dans les années 1920, soit écrit dans le style naturaliste de la prose du début du modernisme français qu'il aimait tant. (...) La diversité des Récits d'Odessa a été entretenue par Babel en toute conscience : il croyait qu'un tournant pour la Russie et le monde ne pouvait être réduit à un seul style artistique. »
Lors de la création de ces histoires, Babel a puisé dans diverses sources. « Le style et les thèmes de la prose de Babel ont été influencés par une grande variété de phénomènes, allant des paraboles hassidiques et de la psychanalyse freudienne à la littérature naturaliste française et à la prose russe du XIXe siècle (en particulier Léon Tolstoï et Nicolas Gogol). Les vieilles paraboles et histoires qu'il pouvait entendre de parents plus âgés et lire dans des textes littéraires en yiddish (Sholom Aleichem, par exemple), recevaient plutôt une réfraction parodique dans ses textes (ce qui lui permettait à la fois de s'éloigner de sa culture traditionnelle et de préserver la mémoire de celui-ci). Des études psychanalytiques et des textes de Maupassant et de Zola lui ont permis de développer un regard d'écrivain original sur le corps humain, d'introduire dans sa prose les problèmes de la sexualité. De Gogol, Babel a pris l'habitude de l'humour noir. Et Tolstoï s'est avéré important pour la prose ultérieure de Babel, qui devient plus sobre et objectiviste. »

## Traductions françaises
- Contes d'Odessa / Nouvelles, Gallimard, coll. « Du monde entier », 1967 (EAN 9782070204175)
- Récits d'Odessa et autres récits  (trad. André Markowicz), Arles, Actes sud, coll. « Babel » (no 200), 1996, 190 p. (ISBN 978-2-7427-0796-6)
- (fr + ru) Contes d'Odessa / Одесские рассказы  (trad. Adèle Bloch), Paris, Gallimard, coll. « Folio bilingue »,‎ 1999, 144 p. (EAN 9782070407743)
- Contes d'Odessa  (trad. Geneviève Dispot), L'Harmattan, 2021, 180 p. (ISBN 978-2343216560)
- Récits d'Odessa  (trad. Sophie Benech), Le Bruit du Temps, 2021, 283 p. (ISBN 978-2358731645)